# Yên Lãng, Thanh Sơn
Yên Lãng là một xã cũ thuộc huyện Thanh Sơn, tỉnh Phú Thọ, Việt Nam.
Xã Yên Lãng có diện tích 12,57 km², dân số năm 1999 là 3400 người, mật độ dân số đạt 270 người/km².